# Historyczny park stanowy Fort Churchill

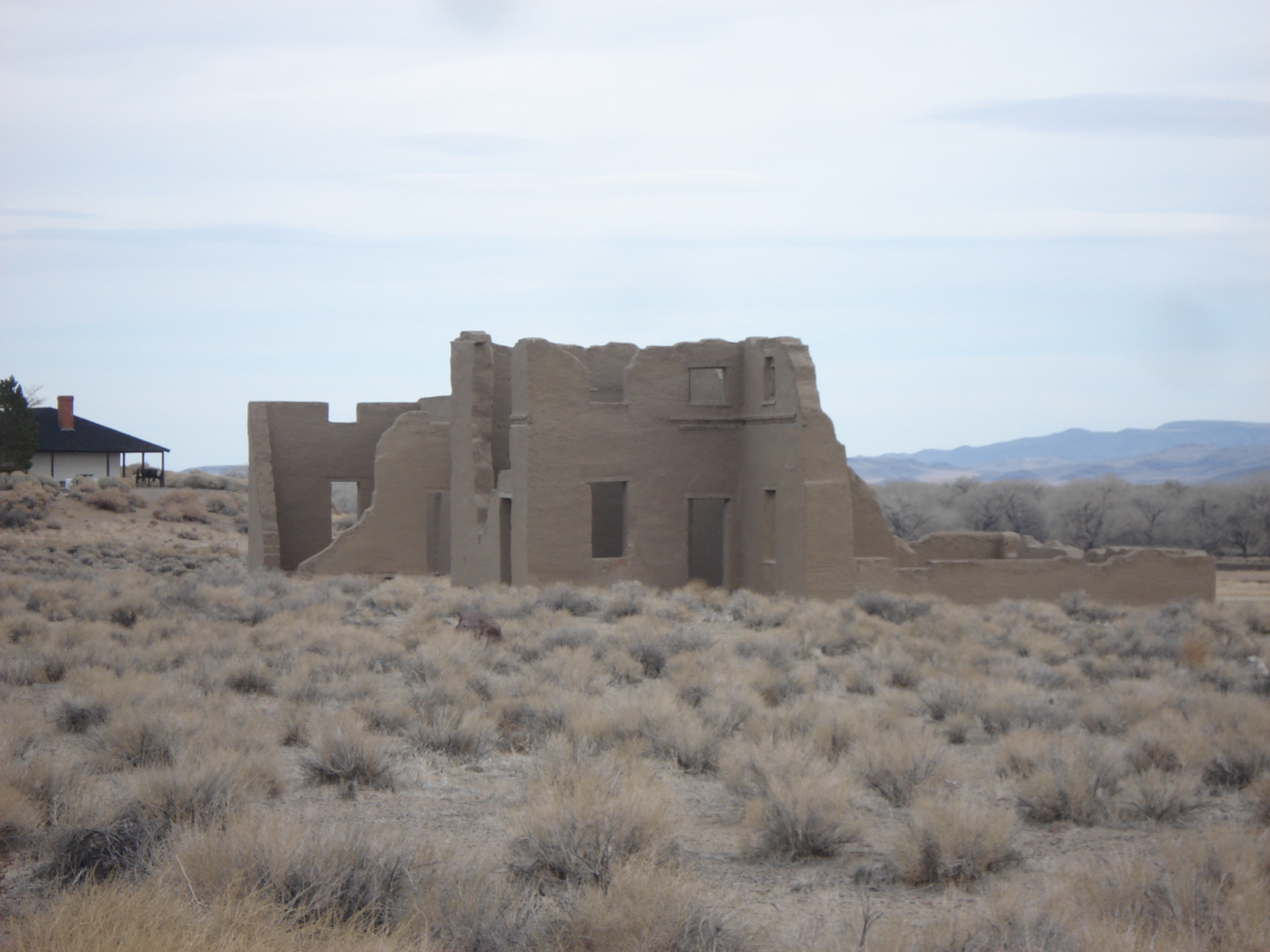
Ruiny fortu

Historyczny park stanowy Fort Churchill (ang. Fort Churchill State Historic Park) – park stanowy leżący na terenie hrabstwa Lyon w stanie Nevada, położony 8 mil (ok. 12,8 km) na południe od Silver Springs. Powstał w celu ochrony pozostałości Fortu Churchill. Dwa razy w roku miłośnicy wojny secesyjnej organizują tam obozy.

## Historia
W 1859 r. osiedlił się w tamtejszej dolinie i założył ranczo Samuel S. Buckland. Ranczo było ważnym przystankiem dla podróżnych zmierzających do Kalifornii oraz stacją Poczty Konnej, gdzie posilano się i zmieniano konie.
Fort nazwano na cześć Sylvestra Churchilla. Powstał dla Armii Stanów Zjednoczonych w 1861 roku, w celu ochrony pierwszych osadników. Został opuszczony szybko, bo w 1869 r.
12 maja 1860 trzech osadników porwało i uwięziło dwie indiańskie dziewczyny. 30 mil na wschód od Carson City. Odmowa wypuszczenia sprowokowała akcję odwetową. Indianie uwolnili zakładniczki, porywaczy zabili i spalili Williamsie Station, w którym przebywali. Stało się to przyczyną wojny o jezioro Pyramid. Wieści o śmierci białych zmobilizowały 105 osadników do pomszczenia ich.
Pomimo przewagi liczebnej i umiejętności wojskowych ofensywa zakończyła się klęską. Zginęło 2/3 ochotników. Poproszono więc o pomoc regularną armię z Kalifornii. W czerwcu rozpoczęła się nowa ofensywa. Tym razem Indianie zostali zmuszeni do wycofania się.
Kapitan Joseph Stewart, dowódca Carson River Expedition, otrzymał rozkaz założenia stacji dla poczty konnej. Budowa Fortu Churchill rozpoczęła się 20 lipca 1860 i pochłonęła dziesiątki tysięcy ówczesnych dolarów. Na co dzień mieszkało w nim ok. 200 żołnierzy.
Fort opuszczono w 1869 r. i sprzedano za 750 $. Piętnaście lat później szczątki pochowanych żołnierzy przeniesiono na cmentarz w Carson City. Zachowane groby należą do Bucklandów, farmerów którzy handlowali z Fortem. Przez następne lata fort służył jako źródło materiałów budowlanych lub schronienie dla podróżnych.
6 października 1932 rząd stanowy wziął pod ochronę 200 akrów wokół Fortu. National Park Service i Ochotniczy Korpus Ochrony Zabytków zaplanowały radykalną restaurację. Przystąpienie USA do II wojny światowej spowodowało porzucenie tych planów.
W 1957 r. ogłoszono powstanie parku stanowego.
Z części Fortu, Bucland zbudował zachowany do dziś dwupiętrowy dom z pokojami do wynajęcia. Położony ok. pół mili na południe od Fortu przy rzece Carson. Zakupiony przez rząd stanowy w 1994 r. w celu przyłączenia do Parku. Planowane jest wypełnienie antykami i meblami z epoki, by odtworzyć miniaturę dawnych czasów.

## Współczesność
Wizyta wymaga wyobraźni, bo niewiele ścian jest kompletnych. Zachowały się niektóre elementy wyposażenia.

## Inne atrakcje
Hotel, obozowisko kempingowe, kajakarstwo na rzece Carson.